# 格林菲爾德鎮區 (愛荷華州亞代爾縣)
格林菲爾德鎮區（英語：Greenfield Township）是位於美國愛荷華州亞代爾縣的一個行政鎮區。

## 地方資料
根據2010年美國人口普查的數據，格林菲爾德鎮區的面積為14.79平方千米，當中陸地面積為14.77平方千米，而水域面積為0.02平方千米。當地共有人口2072人，而人口密度為每平方千米140.09人。